# Sylvi Saimo
Sylvi Saimo (Ruskeala, República da Carélia, 12 de novembro de 1914 — Laukaa, Finlândia Central, 13 de março de 2004) foi uma velocista finlandesa na modalidade de canoagem.

## Carreira
Foi vencedora da medalha de Ouro em K-1 500 m em Helsínquia 1952.